# Leticia Koffke
Leticia Koffke (* um 1971) ist ein deutsches Fotomodell und eine Schönheitskönigin.

## Leben
Im September 1990 wurde die damals 19-jährige aus der Stadt Brandenburg an der Havel zur ersten und einzigen „Miss DDR“ in Schwerin gewählt. Diese Veranstaltung wurde von der „MGC“ durchgeführt.
Bis dahin waren Schönheitswettbewerbe in der DDR verpönt gewesen, aber die DDR befand sich bereits in Auflösung. Als Marlene Schmidt 1961 in Baden-Baden zur Miss Germany gewählt wurde und im gleichen Jahr den Titel der Miss Universe gewann, gab es seitens des „Schwarzen Kanals“  böse Worte auf die 1960 mit ihrer Mutter in den Westen ausgewanderte DDR-Bürgerin, mit entsprechender ironischer Einschätzung von Schönheitswettbewerben.
Als Miss DDR belegte Leticia Koffke am 24. Oktober bei der Queen of the World in Baden-Baden Platz 2. Im Dezember des gleichen Jahres wurde sie in Wesseling (bei Köln) als Miss Brandenburg zur Miss Germany 1990/91 gekrönt – der ersten gesamtdeutschen seit 1933.
Später entwickelte sie eine eigene Modekollektion und lebt heute mit ihrer Tochter in Köln.